# 小龙马乡
小龙马乡，是中华人民共和国河北省邯郸市永年区下辖的一个乡镇级行政单位。

## 行政区划
小龙马乡下辖以下地区：
小龙马村、大龙马村、郑营村、小郑庄村、何营村、马到固村、宋小营村、李八汪村、曹八汪村、贾八汪村、武八汪村、东张固村、北沿村、郭庄村、西张固村、关村、大郑庄村、西张村、许官营村、大张村和北护驾村。